# PA-112
A  PA-112 ou Rodovia Dom Eliseu Corolli é uma rodovia brasileira do estado do Pará. Essa estrada intercepta a BR-308 em seu limite norte e a BR-316 em seu limite sul.
Está localizada na região nordeste do estado, atendendo aos municípios de Bragança e Santa Luzia do Pará. 